# Цихистави, Михаил Давидович
Михаил Давидович Цихистави — советский хозяйственный, государственный и политический деятель, Герой Социалистического Труда.

## Биография
Родился в 1908 году в селе Пшавели. Окончил сельскохозяйственный институт в городе Телави. С 1943 года член ВКП(б).
С 1927 года — на хозяйственной, общественной и политической работе. В 1927—1956 гг. — работник системы потребительской кооперации в городе Телави (1927—1930), военнослужащий Красной Армии, ответработник исполкома Гурджаанского района, директор виноградарского совхоза «Советский» в селе Карданахи Гурджаанского района, председатель Телавского райисполкома (1939—1943), первый секретарь Кварельского райкома КП(б) Грузии (1943—1950), первый секретарь Цителицкаройского райкома КП(б) Грузии (с мая 1950 года — 1956).
Будучи первым секретарём Кварельского райкома партии, обеспечил в 1949 году перевыполнение в целом по Кварельскому району плана сбора урожая табака на 33,4 %. Указом Президиума Верховного Совета СССР от 19 апреля 1951 года удостоен звания Героя Социалистического Труда за «перевыполнение плана сбора урожая табака в 1949 году» с вручением ордена Ленина и золотой медали «Серп и Молот» (№ 5836).
Этим же указом званием Героя Социалистического Труда были награждены председатель Кварельского райисполкома Алихан Алексеевич Авазашвили, заведующий отделом сельского хозяйства Михаил Лукич Мардалеишвили и главный районный агроном Арчил Феодорович Асанишвили.
Избирался депутатом Верховного Совета Грузинской ССР 3-го созыва (1951—1954). Делегат XIX съезда КПСС.
Жил в Грузинской ССР.
Награды
- Герой Социалистического Труда
- Орден Ленина — дважды (05.08.1949; 1951)
- Орден Трудового Красного Знамени (07.01.1944)
- Орден «Знак Почёта» (02.04.1966)
- Медаль «За оборону Кавказа» (01.05.1944)